# Kristin Danielsen
Kristin Danielsen är en norsk orienterare som tog VM-silver i stafett 1974, hon tog även VM-brons individuellt och i stafett 1970.